# ТГМ5
Тепловоз ТГМ5 — опытный восьмиосный двухсекционный тепловоз с гидравлической передачей, сконструированный на Людиновском тепловозостроительном заводе.

## История
К концу 1964 г. на Людиновском заводе под руководством главного конструктора А. М. Хрычикова был закончен технический проект универсального тепловоза. Тепловоз в односекционном варианте был рассчитан для поездной и лёгкой маневровой работы, в двухсекционном — для тяжёлой маневровой работы. На тепловозе было возможно применение дизелей трёх типов: М756, 4Д49 и 6Д70; сцепная масса односекционного варианта могла составлять 68, 74 и 76 т; сцепная масса двухсекционного варианта при добалластировке: 2 х 80 и 2 х 88 т. Возможно было получить 18 модификаций тепловоза. При проектировании тепловоза широко использовались детали и узлы тепловоза серии ТГМ3.
Для постройки был выбран двухсекционный вариант с дизелями 6Д70. В начале 1966 г. Людиновский завод построил опытный тепловоз, получивший обозначение ТГМ5-001, секции А и Б.

## Конструкция
Каждая секция тепловоза имела кузов капотного типа и одну кабину машиниста. Рама кузова опиралась на две двухосные тележки через восемь боковых опор (по четыре на тележку). Рама тележки была подвешена к балансирам через концевые винтовые пружины и опиралась на листовые рессоры через комплекты винтовых пружин. Балансиры опирались на буксы, схожие по конструкции с буксами тепловоза серии ТЭ3.
На каждой секции тепловоза был установлен дизель 6Д70 Пензенского дизельного завода. Дизель имел газотурбинный наддув с охлаждением наддувочного воздуха и при частоте вращения коленчатого вала 1000 об/мин развивал номинальную мощность 1200 л.с. Пуск двигателя осуществлялся стартёром.
Вал дизеля через унифицированную гидропередачу УГП 800—1200, карданные валы и осевые двухступенчатые редукторы был связан с колёсными парами. Примечательно, что гидропередача, применённая на тепловозе ТГМ5, по конструкции отличается от гидропередачи с тем же обозначением, применённой на тепловозах серии ТГМ3А.
Вентилятор холодильника имел гидростатический привод, а компрессор ПК-35 — гидродинамический (с гидромуфтой переменного наполнения). Тепловоз также был оборудован аккумуляторной батареей 32ТН-450, заряжавшейся от генератора П-51.

## Судьба тепловозов
После заводских испытаний тепловоз ТГМ5-001 поступил для маневровой и горочной работ на станцию Брянск II. Одна из секций тепловоза в 1967 г. прошла тягово-эксплуатационные испытания на экспериментальном кольце ВНИИЖТа.
В 1969 г. был построен двухсекционный тепловоз ТГМ5-002, поступивший на Юго-Западную железную дорогу.
Все четыре построенные секции были исключены из инвентарного парка МПС в 1972 г.